# AC50

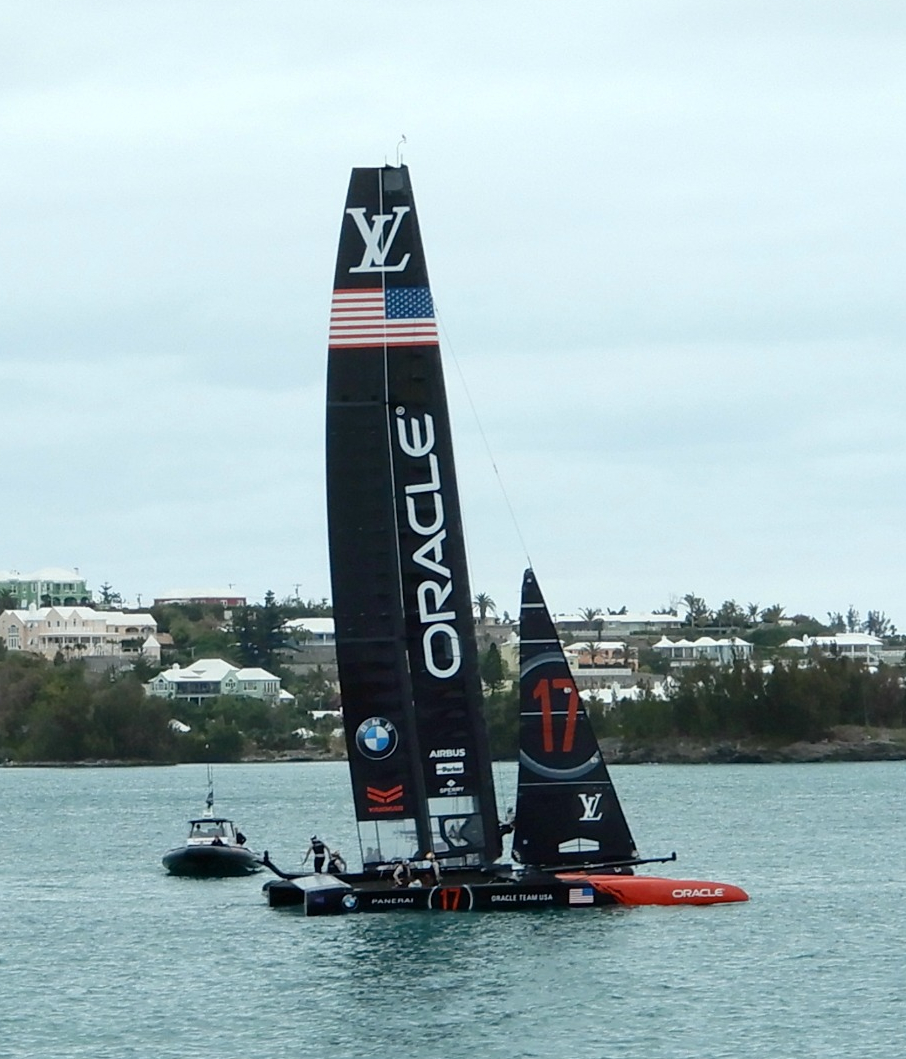
Oracle Racing AC50

AC50 (klasa America's Cup 50) – klasa jachtowa o długości 15 metrów (ok 49 stóp), określająca budowę i eksploatację jachtów, które będą używane w Regatach o Puchar Ameryki w 2017.

## Charakterystyka
Jest to katamaran mniejszy od wykorzystanego w 2013 modelu AC72. Podobnie jak poprzednik wykorzystuje stablilizator miecza w kształcie litery L oraz płetwy sterowej w kształcie litery T.
Długość jednostki wynosi 15 metrów, a waga to 2,4 tony. Regulamin klasy wprowadza ograniczenia dotyczące budowy określonej liczby kadłubów, masztów, sterów i żagli. Ujednolicone są takie cechy, jak długość kadłuba, budowa masztu, olinowanie.
Załoga liczy 6 osób i komunikująca się za pomocą pokładowego systemu łączności. Łodzie wyposażone są w sztywny zestaw maszt-żagiel i hydroskrzydła pozwalające przy prędkości 10 węzłów na uniesienie pływaków ponad powierzchnię wody.
Zbudowane jednostki:
Oracle Team USA (Stany Zjednoczone Ameryki), Land Rover BAR (Wielka Brytania), Artemis Racing (Szwecja), Groupama Team (Francja), Emirates NZL (Nowa Zelandia) i Softbank Team (Japonia)

## Incydenty
Podczas eliminacji wyłaniających pretendenta do regat Pucharu Ameryki spektakularna wywrotkę tuż przed startem czwartego wyścigu zaliczył Emirates Team New Zealand. Katamaran przy silnym podmuchu wiatru (ok 24 węzłów) uniósł się nad wodę by po chwili zanurkować dziobem w falę. W wywrotce nie ucierpiał żaden z członków załogi, a jedynie katamaran w postaci drobnych uszkodzeń powłok kadłuba i górnej części skrzydła.